# František Kunzo
František Kunzo (Kosice, 17 de setembro de 1954) é um ex-futebolista profissional eslovaco, campeão olímpico em Moscou 1980

## Carreira
František Kunzo representou o seu país nos Jogos Olímpicos de Verão de 1980, conquistando a medalha de ouro.